# Maladie parodontale
 Mise en garde médicale
On regroupe sous le terme de maladies parodontales les maladies touchant les tissus de soutien des dents. L'ensemble de ces tissus est appelé parodonte.

## Épidémiologie
C'est la première cause de chute de dents, avant les caries.

## Définitions
Le parodonte est constitué de quatre tissus : la gencive, l'os alvéolaire, le ligament alvéolo-dentaire et le cément.
Lorsque la maladie parodontale se limite à la gencive, on parlera de gingivite.
Lorsqu'elle touche l'ensemble du parodonte, on parlera de parodontite. La perte osseuse qui en résulte est appelée alvéolyse.

## Classification

### Gingivites
- Gingivite chronique : c'est la gingivite habituelle, inflammation de la gencive causée par la plaque dentaire.
- Gingivite hypertrophique généralisée : elle est favorisée par certains médicaments, notamment les antiépileptiques et certains bêta-bloquants.
- Gingivite hypertrophique localisée : épulis ; elle est favorisée notamment par certaines hormones féminines (fréquent chez la femme enceinte) et donc par les contraceptifs hormonaux.
- Gingivite ulcéronécrotique (GUN) : dans ce cas très particulier, on a affaire à une destruction tissulaire par nécrose, sans formation de poche. Elle est généralement déclenchée par un stress très important, ou une maladie grave. Il faut une immunodépression pour déclencher une GUN.

### Parodontites
- Parodontite simple : l'alvéolyse est horizontale.
- Parodontite chronique = complexe : l'alvéolyse est horizontale. Il y a généralement un facteur aggravant : l'occlusion.
- Parodontite agressive = à progression rapide : l'alvéolyse peut être localisée ou généralisée. L'alvéolyse est verticale. Le facteur aggravant est souvent d'ordre génétique.

### Récessions parodontales
Les récessions parodontales sont assez fréquentes.

La gêne peut être soit esthétique, soit l'hypersensibilité dentinaire.

Le traitement consiste généralement en une adaptation de la méthode de brossage à une situation de fragilité gingivale et en un suivi de l'évolution. En cas d'aggravation, une greffe de gencive peut être proposée (greffe gingivale).

### Abcès parodontal
Un abcès parodontal est une infection localisée dans les tissus parodontaux. C'est l'exacerbation aigüe de l'inflammation chronique d'une poche parodontale.

Signes : gonflement localisé ; rouge, vernissé. Du pus s'évacue à la pression. Parfois une fistule apparaît. La dent peut être mobile. La douleur est variable, de modérée à sévère.

## Symptômes
- Signes visibles de la gingivite :

La gencive est rouge, lisse, gonflée ; elle saigne facilement au contact, parfois même spontanément.
Une gencive saine doit être rosée, en « peau d'orange », adhérente à l'os sous-jacent.
- Signes visibles de la parodontite :
  - « déchaussement » des dents, c'est-à-dire que l'os de soutien de la dent perd de la hauteur, la dent apparaît plus longue.
  - mobilités dentaires anormales. C'est souvent le signe le plus inquiétant.
  - parfois d'hypersensibilité dentinaire aux collets des dents, à la suite de l'exposition de la racine.

## Étiologie
La gingivite comme la parodontite sont dues à la plaque dentaire, constituée d'une communauté microbienne, qui comprend les bactéries, les virus, les protozoaires et les levures.

C'est en éliminant la plaque dentaire par une bonne hygiène bucco-dentaire (brossage très minutieux et adapté) que l'on peut prévenir les maladies parodontales sans facteur génétique.

## Facteurs de risque

### Facteurs génétiques
- Défauts de fibroblastes et anomalies des tissus épithéliaux et conjonctifs
- Déficience de la phosphatase alcaline
- Défaut fonctionnel des polymorphonucléaires
- Excès de production des cytokines

### Facteurs environnementaux
- Tabac : facteur de risque majeur avec un risque multiplié par trois[3],[4]. Le tabac entraîne une perturbation de la flore buccale et de la salive, ce qui favorise l'accumulation de tartre et diminue les capacités de défense immunitaires locales. Il agit également par une toxicité directe de certains de ces composants, par la diminution du flux sanguin et par des modifications sur le système immunitaire local et sur l'inflammation[5].
- Médicaments : certains médicaments ont des effets indésirables : hyposialie, xérostomie, modifications gingivales. Exemples : des immunosuppresseurs (ciclosporine A) ; des anti-épileptiques (dyphénylhydantoïne) ; des bloqueurs de canaux calciques (nifédépine, diltiazem) ; des AINS (aspirine, ibuprofène, kétoprofène, etc.) ; la chimiothérapie cancéreuse aplasiante.
- Drogues : les drogues entraînent souvent un défaut d'hygiène, des carences alimentaires, un mauvais suivi dentaire, une sécheresse buccale. La consommation de cannabis est associée à un accroissement du risque de maladie parodontale[6].
- Stress : le stress est un facteur favorisant de nombreuses maladies. Il entraîne une baisse du système immunitaire et des modifications dans le comportement[7].
- Malnutrition
- Maladies systémiques (ou maladies générales) : diabète ; maladies endocriniennes (hyperthyroïdie, hyper- ou hypoparathyroïdie) ; VIH ; toutes les dépressions immunitaires[8],[9].

### Facteurs locaux
- Restaurations dentaires inadaptées
- Problèmes d'occlusion : mauvaise occlusion ; bruxisme
- Parafonctions : mordillement d'un objet (crayon, ongles, pipe…)
- Contamination : contact direct ou indirect avec les microbes de l'infection

## Pronostic
L'évolution en l'absence de traitement est la perte des dents.

## Traitements
Il existe plusieurs traitements.

La gingivite peut régresser complètement. La parodontite pourra être stabilisée. On peut récupérer de la hauteur d'os, mais la gencive risque de cicatriser à distance de son niveau initial.

### Traitement non chirurgical
Le traitement non chirurgical est le premier à entreprendre pour restaurer, avant tout, la santé bucco-dentaire.
- Hygiène bucco-dentaire rigoureuse.
C'est le préalable à tout traitement parodontal. Aucun traitement ne pourra être efficace en l'absence d'une bonne hygiène, permettant d'obtenir de bonnes conditions de cicatrisation.

Le brossage doit être réalisé deux fois par jour, pendant au moins trois minutes, avec une brosse à dents souple, et complété par le fil dentaire ou des brossettes interdentaires.
- Détartrage.
Le tartre est éliminé à l'aide d'instruments à ultrasons (détartreur) ou mécaniques (curettes).
- Surfaçage radiculaire.
Lorsque la gencive est décollée, on peut susciter son rattachement en réalisant une désinfection mécanique de la surface de la racine concernée par le décollement. Cette désinfection mécanique n’est rien d’autre qu’un travail de lissage ou de polissage de la surface en question. Cette désinfection mécanique est appelée : surfaçage radiculaire. Elle sera réalisée après le détartrage. Cette opération ne concerne que la partie sous-gingivale de la surface radiculaire. Le surfaçage radiculaire est presque toujours réalisé sous anesthésie locale. Il est réalisé, le plus souvent par voie non chirurgicale. Dans certains cas il nécessitera une intervention chirurgicale dite « à lambeaux ». Le travail sera réalisé par quadrants, sextants ou par demi-bouche.

### Traitement chirurgical
Lorsque la maladie est trop avancée, certains praticiens préconisent un traitement plus poussé.
Tous ces traitements peuvent présenter des contre-indications : ils sont à éviter chez les fumeurs, les diabétiques non équilibrés, les personnes immunodéprimées.
- Détartrage/surfaçage à ciel ouvert : le dentiste (ou parodontiste) réalise un lambeau pour accéder directement à la surface de la racine à traiter. Les suites sont plus longues que pour un détartrage/surfaçage simple.
- Comblement de poche : il s'agit de regagner de la hauteur d'os, en utilisant des os synthétiques (ou bio-os).
- Régénération tissulaire guidée : technique récente, elle vise à ce que les tissus de l'individu se régénèrent.

Les résultats à long terme des traitements non chirurgicaux et chirurgicaux semblent cependant être identiques.

### Traitement au laser
Ce traitement est controversé. La supériorité du traitement laser par rapport au traitement conventionnel manuel (curetage ou surfaçage radiculaire) n'est démontré par aucune étude. Aucun des trois organismes canadien (Canadian Academy of Periodontology), américain (American Academy of Periodontology) et français (Société Française de Parodontologie et d'Implantologie Orale) ne recommandent l'utilisation du laser dans le traitement des maladies parodontales.

### Traitement médical
L'utilisation du microscope à contraste de phase et d'une médication appropriée permet de contrôler le processus inflammatoire ainsi que la flore bactérienne, parasitaire (Entamoeba gingivalis et Trichomonas tenax) et fungique. Cette démarche provoque un retour au biofilm de santé dit commensal et s'accompagne d'une fermeture et de la guérison apparente des poches parodontales,.[Information douteuse]
L'utilisation du microscope à contraste de phase pour le diagnostic des maladies parodontales est déconseillé depuis 1989 par l'American Academy of Periodontology,. En effet, le diagnostic obtenu ne serait pas fiable car certains pathogènes (P. gingivalis, A. actinomycetemcomitans, et T. forsythia) associées aux parodontites ne seraient pas détectables par ce moyen,.

### Traitement symptomatique
Le traitement symptomatique consiste à traiter les signes visibles de la maladie. Il est utilisé soit en complément du traitement étiologique, soit pour atténuer les signes résiduels à la fin du traitement curatif, en particulier les mobilités dentaires.

Il existe plusieurs techniques. La plus commune aujourd'hui consiste à faire une petite tranchée sur la face linguale (côté langue) ou occlusale des dents concernées, et d'y noyer un fil métallique dans du composite.

### Traitement médicamenteux
Des traitements médicamenteux existent dans d'autres pays, dont certains basés sur des médecines traditionnelles ou la phytothérapie. C'est le cas de la berbérine.
Des traitements sont possibles en phytothérapie, par exemple :
- préventif : sauge sclarée ;
- prophylaxie : girofle/curcuma/artichaut ;
- en thérapeutique : arbre à thé/origan/épine-vinette.

## Risques de cancer
Selon une étude publiée dans le journal de l'American Association for Cancer Research, les maladies parodontales, en particulier chez les femmes ménopausées, semblent augmenter les risques de différents cancers,,.